# Acetozone
L'acetozone, noto anche come benzozone o perossido di acetil benzoile, è un perossido organico fortemente ossidante che si decompone a contatto con l'acqua, nella quale risulta poco solubile, mentre lo è in tetracloruro di carbonio, cloroformio, etere ed oli. La molecola ha una bassa tossicità, tuttavia in soluzione concentrata può causare ustioni chimiche anche gravi quando viene a contatto con la pelle e le mucose. Viene impiegato come germicida e per la lavorazione di farine ed oli alimentari.
All'inizio del XX secolo, ha trovato uso come antisettico chirurgico e per il trattamento della febbre tifoide